# ACORN
ACORN(Association of Community Organizations for Reform Now, 한국어: 에이콘)은 미국의 지역공동체 조직이다. 정치적으로 진보 성향을 가지고 있으며, 주로 중산층, 저소득층의 지원을 주로 하였다.

## 시작
1970년 미국 아칸소주 리틀록에서 처음 시작하였다. 이때 ACORN은 저소득층에게 옷, 가구를 지원하는 소규모의 지원운동이었다.

## 성장
해당 단체는 점차 발전하면서 무료급식과 같은 주민 복지 활동을 수행하였다. 80년대 이후 점차 진보적인 운동을 진행하면서, 미국 내 회원 수가 40만명에 도달하였다.

## 비리
2006년 ACORN에 등록된 사람들 가운데 130만명 중 45만명을 제외한 나머지 등록자가 유령인물 혹은 이중으로 등록된 사람인 걸로 드러났다. 2008년도에는 이와 연관된 부정등록과 관련된 비리가 터지기 시작하였다. 또한 이 시기에 10년간 감춰져 왔던 창립자 동생의 공금횡령사건이 미국 전체에 드러나게 되었다.
2009년 9월에는 볼티모어 지부의 직원이 창녀로 변장한 보수진영 자원봉사자에게 탈세 하는 방법을 알려준 영상이 유튜브를 통해 전 세계인들에게 공개되었다.

## 해체
ACORN은 각종 비리로 인해 연방정부, 각 주의 정부의 예산 지원대상에 제외 되었으며, 기부자와 회원들의 이탈 현상도 발생하게 되었다. 결국 2010년 3월 22일 해당 단체는 해체를 선언했다.